# Ramin Ott
Ramin Ott é um futebolista nascido em Pago Pago, Samoa Americana. É atacante, iniciou sua carreira profissional no Konica Machine Footbal Club. Em 2007, foi considerado o jogador do mês do campeonato nacional, sendo o artilheiro do torneio e levando seu clube ao título do país. Em 2008, Ramin Ott transferiu-se para o Bay Olympic, clube que disputa ligas regionais na Nova Zelândia, tornando-se assim o segundo jogador da Samoa Americana a atuar em um clube fora do país, ao lado de Ralwston Masaniai, que joga pelo San Francisco Seals, dos Estados Unidos.
Em 2007, Ott marcou o seu primeiro golo internacional na derrota por 12-1 para as Ilhas Salomão.